# Södermanlands runinskrifter 210
Södermanlands runinskrifter 210 är en vikingatida runsten av granit i Klippinge, Överselö socken och Strängnäs kommun i Södermanland. Den är 165 cm hög och 100 cm bred vid basen och med en triangulär form med en tjocklek 60 cm. Runhöjden är 4–10 cm.

## Stenen
Runstenens inskrift är från mitten av 1000-talet efter Kristi födelse. Den har en konstnärligt utförd ornamentik med en välformad runorm och ett kristet ringkors vars stavlika nedre korsarm bottnar i ett iriskt koppel som med en kringla låser ormens slingor i basen.
Bönens formulering innebar inte att den döde varit en ond man utan uttrycker en ödmjuk förhoppning om Guds nåd efter döden. Motsvarande formulering återfinns på Sö 197 och Sö 212. Runristaren Balle som huvudsakligen var verksam i sydvästra Uppland under 1000-talets senare hälft har även ristat ett antal stenar på Selaön.

## Inskriften
Translitterering av runraden:
' uarasi ' lit ' risa ' stan ' þina ' a(t) ' [ulmk]a[ʀ ' brþur '] sen ' kuþ ' (h)----- --- [' ha]ns · betr · þan · han · kuni · til · kerua · bali · risti [(r)(u)](n)iʀ þisaʀ ×
Normalisering till runsvenska:
Var-Asi(?)/Varr-Asi(?) let ræisa stæin þenna at Holmgæiʀ, broður senn. Guð h[ialpi sal] hans bætr þæn hann kunni til gærva. Balli risti runiʀ þessaʀ.
Översättning till nusvenska:
Var-Åse (?) lät resa denna sten efter Holmger, sin broder. Gud hjälpe hans själ bättre än han förtjänade. Balle ristade dessa runor.
Det underliga namnet uarasi finns också på runstenen U 718. Avståndet mellan Sö 210 och U 718 är bara 1,5 mil. Det är därför fullt möjligt att det är samma person som avses på de bägge stenarna.